# Callistege dyari
Callistege dyari là một loài bướm đêm trong họ Erebidae.